# Kwik
Kwik (niem. Quicka) – wieś w Polsce położona w województwie warmińsko-mazurskim, w powiecie piskim, w gminie Pisz nad jeziorem Białoławki.

## Historia
Na początku naszej ery zamieszkiwało te ziemie pruskie plemię Galindów. Na ślad ich natrafiono również w Kwiku. Nie prowadzono jednak badań archeologicznych. Spuścizną po Galindach jest nazwa miejscowości od słowa quike oznaczającego wodę.
Kwik był pierwszym majątkiem nadanym w północnej części gminy Pisz. Majątek wówczas należał do starostwa ryńskiego. Kwik powstał w 1434 r. na 30 włókach, na prawie chełmińskim. Pierwszym właścicielem był Sędek. Wieś była miejscem gdzie osiedlali wolni.
Między wsią Kwik, a Nowymi Gutami powstał majątek (ok. 1565) liczący 3 łany należący do rodziny von Krösten – właścicieli Ruskiej Wsi. Pierwszym właścicielem był Martin von Krösten. Po 1657 (najeździe tatarskim) przypadł wsi Kwik. Kröstenowie nie pogodzili się z nowa sytuacją i pozostawali przez długi czas w sporze z mieszkańcami wsi. W Kwiku w 1617 r. nabył 4 łany na prawie chełmińskim Maciej Pensky (Pęcki).
Wraz z rozwojem osadnictwa w XV i XVI w. zagęszczała się również sieć dróg. Powstała droga łącząca Pisz z Orzyszem, a dalej z Mikołajkami, która prowadziła min. przez Kwik i Nowe Guty. Ewentualna trasa mogła istnieć również przez rzeczkę Białawkę (między jeziorami Białoławki i Kocioł).
Na początku XX w. w Kwiku była szkoła sześcioklasowa. Budynek miał trzy izby i mieszkanie nauczyciela. Pierwszym nauczycielem był Niemiec Eicher. Wobec wzrostu liczby mieszkańców w 1936 r. wybudowano nową szkołę. Były w niej cztery sale lekcyjne, pokój nauczycielski oraz mieszkania nauczycieli. Zatrudnionych było trzech nauczycieli.
Po II wojnie światowej część mieszkańców wyjechała do Niemiec. Na terenie majątku utworzono PGR. Do 2000 roku była szkoła podstawowa (najpierw ośmio-, potem sześcioklasowa). Działał Klub Rolnika. W latach 1975–1998 w województwie suwalskim.
Nad jeziorem Białoławki stoi pomnik upamiętniający 500-lecie wsi.